# نهر زومبي
نهر زومبي هو نهر يقع في ولاية بيرنامبوكو غرب البرازيل.

## روابط خارجية
- وزارة النقل البرازيلية